# Щёголев, Владимир Николаевич
Владимир Николаевич Щёголев (10 июля 1890, д. Спасское Раменье (Новоселки), Тамбовская губерния — 27 декабря 1966, Ленинград) видный советский энтомолог, доктор сельскохозяйственных наук, профессор, заслуженный деятель науки РСФСР. Лектор Ленинградского университета. Заведующий кафедрой сельскохозяйственной энтомологии Ленинградского сельскохозяйственного института (ныне Санкт-Петербургский государственный аграрный университет).

## Биография
Владимир Николаевич родился 10 июля 1890 года в селе Спасско-Раменье. Энтомологией начал увлекаться с ранней юности, что сыграло большую роль в его творческой работе. Увлечение энтомологией получило своё практическое развитие в период обучения на бывших Каменноостровских высших сельскохозяйственных курсах 1912—1916 годов. Важным обстоятельством явилось также и то, что уже в 1912 году одновременно с учебой Владимир Николаевич начал работать по любимой специальности в лаборатории бывшего Департамента земледелия. Собранные в это время материалы дали ему возможность в 1917 году выступить в печати с научными сообщениями.
В 1918—1920 годах Владимир Николаевич работал в Петроградском комиссариате земледелия Союза коммун Северной области в должности старшего специалиста по прикладной энтомологии.
С 1920 по 1925 год Владимир Николаевич жил и работал в Череповце, где заведовал организованной им станцией защиты растений и одновременно провел ряд исследований по изучению вредных насекомых, в частности подгрызающих совок.
Условия для научно-исследовательской работы в Череповце сложились неблагоприятно для ученого, поэтому в 1925 году Владимир Николаевич по конкурсу занял пост заведующего отделом энтомологии Северокавказской опытной станции, где работал до 1930 года. В этот период он выполнил крупные широко известные исследования по изучению вредителей масличных культур, хлебных пилильщиков, кукурузного мотылька, чернотелок, вредителей конопли и сои.
В 1930 году Владимир Николаевич вернулся в Ленинград. На этот раз он занял должность заведующего отделом вредителей технических культур Всесоюзного института защиты растений. Одновременно он работал в качестве профессора в высших учебных заведениях Ленинграда — в Институте прикладной зоологии и фитопатологии (ИЗИФ), в Ленинградском сельскохозяйственном институте, Ленинградском институте по борьбе с вредителями и болезнями сельского и лесного хозяйства (ЛИНБОВ) и Ленинградском государственном университете. В Сельскохозяйственном институте он заведовал кафедрой сельскохозяйственной энтомологии, а в университете читал лекции и руководил аспирантурой.
За ряд оригинальных и производственно ценных исследований Владимир Николаевич в 1935 году присудили ученую степень доктора сельскохозяйственных наук, а в 1939 году его утвердили в ученом звании профессора.
В период Великой Отечественной войны Владимир Николаевич в блокадном Ленинграде вел подготовку военных дезинсекторов; награждён медалью за оборону Ленинграда. В 1942 году он эвакуировался в Алтайский край, где продолжал научно-исследовательскую работу и педагогическую деятельность. В 1944 году реэвакуирован в Ленинград. В 1962 году ушел на пенсию.